# شراء اندفاعي

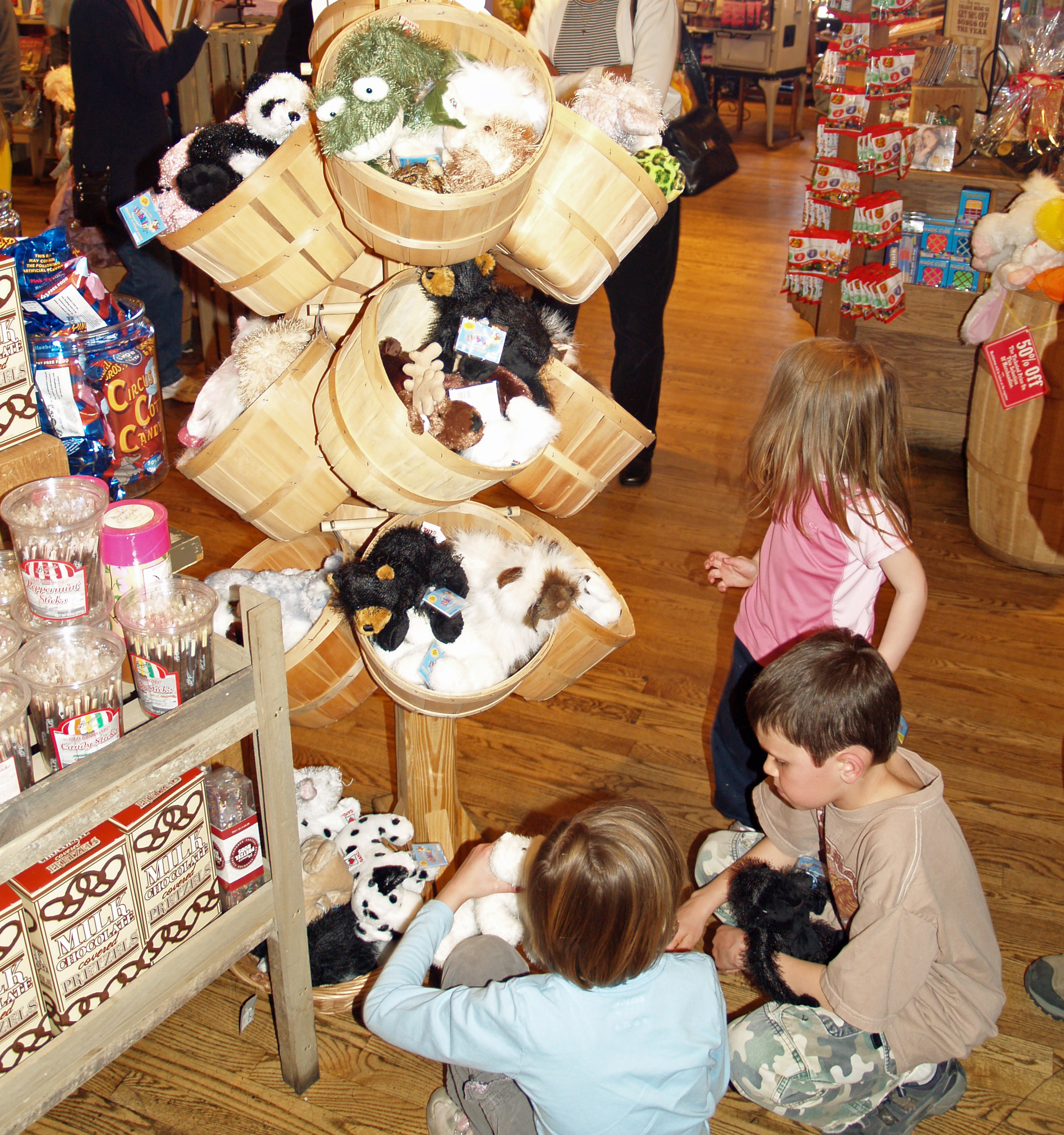

الشراء الاندفاعي أو عملية الشراء الاندفاعية هي عبارة عن قرار شراء منتج أو خدمة معينة بدون أي تخطيط مسبق لهذا الشراء إنما تم اتخاذ هذا القرار للتو قبل عملية الشراء مباشرة. ويشار إلى هذا الشخص الذي يريد أن يقوم بمثل هذه العمليات الشرائية بدون قرار مسبق على أنه مشترٍ مندفع أو مشترٍ تم دفعه للشراء. وتقترح نتائج الأبحاث أن العواطف والمشاعر تلعب دورًا حاسمًا في عملية الشراء، التي تنجم من خلال رؤية المنتج أو من خلال التعرض لرسالة ترويجية للمنتج تم وضعها وصياغتها بشكل جيد.
ويهدف كل من المسوقين وتجار التجزئة إلى استغلال هذه الدوافع التي ترتبط بالحاجة الأساسية إلى الإشباع الفوري. على سبيل المثال، أحد المشترين في السوبر ماركت لا يريد التسوق في قسم الحلوى على وجه التحديد. وعلى الرغم من ذلك، فإنه يتم عرض أنواع الحلوى السكر مثل العلكة وحلوى النعناع والشوكولاته بشكل واضح وملفت للنظر في ممرات الخروج في السوبر ماركت وذلك لتحريك شغف المتسوق ولدفعه لشراء ما قد يعتبر أنه غير ضروري أو أنه غير قادم لشرائه. وبدلًا من ذلك، يمكن أن تحدث عملية الشراء الاندفاعي عندما يكتشف المستهلك شيئًا ما متصلاً بالمنتج الذي يريد شراءه والذي يثير عاطفة معينة في المستهلك، مثل رؤية علم دولة معينة على غلاف دي في دي معين. ويتم عرض عناصر البيع التي تشبه إلى حد كبير نفس الموضة.
ويمكن أن تمتد عملية الشراء الاندفاعي إلى ما يسمى «بالتذكرة الكبيرة» لتشمل عناصر مثل السيارات والأجهزة المنزلية. وتعتبر عملية شراء السيارات بشكل خاص أكثر عمليات الشراء عاطفية تمامًا مثل العملية العقلانية. وهذا بدوره يقود تجار السيارات في جميع أنحاء العالم إلى تسويق منتجاتهم بشكل سريع جدًا، ومعظم المهرجانات هي عبارة عن طريقة يتم تصميمها لمخاطبة وتغليب العاطفة على العقل.
وتعرقل عملية الشراء المندفع القرار الطبيعي الذي يقوم بصنع نماذج بعقول المستهلكين. ويتم تبديل التسلسل المنطقي لأفعال المستهلكين بلحظة غير رشيدة لإشباع حاجة النفس وإرضائها. وتقوم عناصر الشراء المندفع بمخاطبة الجانب العاطفي لدى المستهلكين. كما أن بعض العناصر التي يتم شراؤها في حالة الاندفاع العاطفي تعتبر عناصر غير ضرورية أو ليس لها وظيفة في حياة المستهلكين. وتتضمن عملية الوقاية من الشراء المندفع بعض التقنيات مثل وضع ميزانيات معينة قبل بدء عملية التسوق والشراء، وأيضًا أخذ مهلة للتفكير قبل الشروع في عملية الشراء.
لقد تم نشر دراسة تتعلق بالمستهلك في عدد يونيو من عام 2008 بمجلة أبحاث المستهلكين (كونسمر ريسيرش) وتشير هذه الدراسة إلى أن المستهلكين هم أكثر عرضة لعملية الشراء الاندفاعي وذلك من خلال الانجذاب إلى علامة تجارية معينة والإعراض عن الأخرى في أثناء عملية التسوق. وفي هذه الدراسة قام أستاذ علم النفس بجامعة ميتشجان المركزية ويدعى برين جبسون (Bryan Gibson) بإجراء عملية مسح لطلاب إحدى الكليات لمعرفة وقياس درجة تفضيل الطلاب لمختلف المشروبات الغازية، بما فيها الكوكاكولا والبيبسي. وقد توصلت نتائج دراسة جيبسون إلى أن الصفات الضمنية، أو أن هؤلاء الأفراد الغائبين عن وعيهم أو غير القادرين على التعبير اللفظي، لا يمكنها التنبؤ باختبار المنتج المتوقع إلا عندما يتم تقديم مهمة معرفية للمشاركين، كما تشير إلى أن صفات المنتج الضمنية تلعب دورًا كبيرًا في اختيار المنتج وذلك يحدث عندما يتم صرف نظر المستهلك إلى منتج معين أو اتخاذه قرار الشراء الاندفاعي.
بينما تتم عملية الشراء الاندفاعي غالبًا في سلاسل البيع بالتجزئة، ولقد اكتسب ولمرت (Walmart) سمعة جيدة في التأثير على الأفراد للقيام بعملية الشراء الاندفاعي.